# Eridu
Eridu (klinopisno NUN.KI, sumersko eriduki, akadsko irîtu) je arheološko najdišče v južni Mezopotamiji v sedanjem Tell Abu Šahrainu, governat Dhi Kar, Irak.
Eridu je dolgo veljal za najstarejše mesto v južni Mezopotamiji in še vedno velja za najstarejše mesto na svetu. Mesto, ki je stalo 12 km jugozahodno od Ura, je bilo najjužnejše v skupini sumerskih mest, ki so zrasla okoli templjev. V sumerski mitologiji je bil prvotno dom boga Enkija, ki je bil kasneje pri Akadcih znan kot Ea in so ga imeli za ustanovitelja mesta. Njegov tempelj so imenovali E-Abzu, ker so verjeli, da živi v Abzuju, globokem oceanu, iz katerega raste življenje.

## Zgodovina raziskav
Eridu je eno najzgodnejših naselij v regiji, ustanovljeno ok. 5400 pr. n. št. v zgodnjem Ubaidskem obdobju, takrat blizu Perzijskega zaliva blizu ustja reke Evfrat, čeprav v sodobnem času približno 90 milj v notranjost. Izkopavanja so pokazala, da je bilo mesto ustanovljeno na nedotaknjenem mestu peščenih sipin, kjer prej ni bilo prebivalcev. Z možnimi prekinitvami zasedbe v obdobju zgodnje dinastije III in obdobjih Akadskega kraljestva je bilo mesto naseljeno do novobabilonskega obdobja, čeprav je bilo v kasnejših obdobjih predvsem kultno mesto. Po navedbah arheologov je pred gradnjo zigurata Ur III in pripadajočih zgradb sledilo uničenje predhodne konstrukcije in njena uporaba kot izravnalno polnilo, tako da ostankov iz tistega časa niso našli. Na majhni gomili 1 kilometer severno od Eriduja so našli dve zgodnjedinastični palači III z ogradnim zidom. Palače so merile 45 krat 65 metrov z 2,6 metra širokimi stenami in so bile zgrajene po standardni metodi zgodnjega dinastičnega obdobja iz ploskokonveksnih opek, položenih v obliki ribje kosti.
V Ubaidskem obdobju se je območje razširilo na območje približno 12 hektarjev. Dvanajst neolitskih glinenih žetonov, predhodnika protoklinopisa, je bilo najdenih na nivojih mesta Ubaid. Osemnajst templjev iz blatne opeke na tem mestu leži pod nedokončanim ziguratom Amar-Sina (okoli 2047–2039 pr. n. št.). Stopnje od XIX do VI so bile iz Ubaidskega obdobja, stopnje V do I pa so bile datirane v obdobje Uruk. Iz obdobja Uruk je bilo najdenih veliko bivališč, med sondiranjem pa so bile najdene "ne-posvetne" zgradbe. Najdbe v Uruku so vključevale okrasne stožce iz terakote, prevlečene z bakrom, bakrene žeblje, prevlečene z zlatom, par kipov levov iz bazaltnega kamna, stebre s premerom več metrov, prevlečene s stožci in mavcem, ter obsežno keramiko iz Uruškega obdobja. Zasedenost se je v zgodnjem dinastičnem obdobju povečala, ko so zgradili monumentalno 100 krat 100 metrov veliko palačo. V Eriduju so našli napis Eluluja, vladarja 1. dinastije Ur (okoli 2600 pr. n. št.). Na kipu zgodnjedinastičnega vladarja Lagaša, Enmetene (okoli 2400 pr. n. št.), piše »... je zgradil Ab-zupasira za Enkija, kralja Eriduja ...«.
Eridu je bil aktiven med dinastijo Ur III (22. do 21. stoletje pr. n. št.) in kraljeva gradbena dejavnost je znana iz opek, ki so vklesane, zlasti tiste Ur-Nammuja iz njegovega zigurata z oznako »Ur-Nammu, kralj Ura, tisti, ki je zgradil tempelj bog Enki v Eriduju.« Trije vladarji Ura III. so določili imena let na podlagi imenovanja en-svečenice (visoke svečenice) Enkijevega templja v Eriduju, najvišjega verskega urada v deželi v tistem času. V vsakem od prvih dveh primerov je bilo uporabljeno tudi kot naslednje ime leta.
- Sulgi, leto 28 – »Leto, ko je bil szita-duhovnik-ki-posreduje-za-Szulgija, Szulgijev sin, močan mož, kralj Ura, kralj štirih koncev vesolja, postavljen za praduhovnik Enki v Eriduju«
- Amar-Sin, leto 8 - »Leto (Ennune-kiag-Amar-Sin) Ennune-ljubljena (Amar-Sina, je bila postavljena kot en-svečenica Enkija v Eriduju)«
- Ibbi-Sin, leto 11 - »Leto, ko je bil szita-duhovnik, ki pobožno moli za Ibbi-Sina, izbran s pomočjo znamenj za Enkijevega en-duhovnika v Eriduju«

Po padcu Ura III. je bilo mesto zasedeno in aktivno v obdobju Isin-Larsa (zgodnje 2. tisočletja pr. n. št.), kar dokazuje ime leta Nur-Adada, vladarja Larse »Leto, ko je bil zgrajen Enkijev tempelj v Eriduju« in besedila vladarjev Larse Išbi-Erra in Išme-Dagan, ki prikazujejo nadzor nad Eridujem. V Eriduju so našli tudi vpisane gradbene opeke Nur-Adad. To se je nadaljevalo v starobabilonskem obdobju, ko je Hamurabi v svojem 33. letnem imenu navedel: »Leto, ko je kralj Hamu-rabi izkopal kanal (imenovan) 'Hammu-rabi je obilje za ljudi', Anov in Enlilov ljubljenec je vzpostavil večne vode obilja za Nippur, Eridu, Ur, Larso, Uruk in Isin, obnovil Sumer in Akad, ki sta bila razkropljena, v bitki strmoglavil vojsko Mari in Malgium ter povzročil, da so Mari in njegovo ozemlje ter različna mesta Subartu prebivali pod njegovo oblastjo v prijateljstvu«.
Na napisu Kurigalzuja I. (okoli 1375 pr. n. št.), vladarja kasitske dinastije, je eden od njegovih epitafov »[tisti, ki] vzdržuje svetišče v Eriduju v redu«.
Napis 2. dinastije Sealandskega vladarja Simbar-šipaka (okoli 1021–1004 pr. n. št.) omenja duhovnika iz Eriduja.
Novoasirski vladar Sargon II. (722–705 pr. n. št.) je Eriduju podelil andurāru-status (opisan kot »občasno vračanje blaga in oseb, odtujenih zaradi pomanjkanja, v njihov prvotni status«).
Novobabilonski vladar Nebukadnezar II. (605–562 pr. n. št.) je gradil v Eriduju, kar dokazujejo napisane opeke, najdene tam.

## Prominenca
Eridu se transliterira tudi kot Eridug, kar bi lahko pomenilo »mogočno mesto« ali »vodilno mesto«. Seznam sumerskih kraljev omenja Eridu kot mesto prvih sumerskih kraljev in nadaljuje:
V Eriduju je Alulim postal kralj. Vladal je 28800 let. Alalngar je vladal 36000 let. Dva kralja sta vladala 64800 let. Potem je Eridu padel in kraljevanje je prešlo v Bad-tibiro.
Seznam sumerskih kraljev pripisuje kraljem, ki so vladali pred vesoljnim potopom, izredno dolge vladavine in kaže, kako so se centri moči pomikali z juga Mezopotamije proti severu. Mitski junak Adapa iz Eriduja se istoveti z U-anom, pol človekom pol ribo, ki naj bi med vladavino kralja Alulima v mesto prinesel civilizacijo.
V sumerski mitologiji je bil Eriduju tempelj boga Enkija, sumerskega dvojnika akadskega boga Ea. Kot vsi drugi sumerski in babilonski bogovi je bil tudi Enki/Ea na začetku lokalni bog. Kasneje je postal skupaj z Anujem vladar kozmosa. 
Zgodbe o uruški boginji Inani pripovedujejo, kako je morala priti v Eridu, da bi prejela darove civilizacije. Te vire moči je sprva poskušal pridobiti eridujski bog Enki, vendar je kasneje z veseljem sprejel, da je središče sveta postal Uruk. Zdi se, da tudi ta mitska pripoved nakazuje prenos oblasti z juga proti severu.
Babilonska pripoved govori, da je Eridu kot prvo mesto ustanovil bog Marduk. Eridu je bil »sveto mesto, kjer so z veseljem prebivali on (in drugi bogovi)«. 
Na asirskem dvoru so posebni zdravniki, šolani po starodavnem erdujskem izročilu, napovedovali potek bolezni iz znakov in znamenj na telesu bolnika in jo zdravili z ustreznimi zaklinjanji in magičnimi sredstvi.

## Arheologija
Eridu je na naravnem hribu v kotlini, dolgi približno 24 km in globoki 6 m, ki je ločena od Evfrata z grebenom peščenjaka, imenovanim Hazem. To porečje, kotlina As Sulajbijat (prej: Khor en-Nedžeif), postane sezonsko jezero (arabsko Sebkha) med deževno dobo od novembra do aprila. V tem obdobju se napolni z izlivom Vadi Khanega. Ob vzhodnem robu sezonskega jezera so Hammarsko močvirje.
V 3. tisočletju pr. n. št. je kanal, Id-edin-Eriduga (NUN)ki 'kanal ravnice Eridug', povezal Eridu z reko Evfrat, ki je kasneje spremenila svojo strugo. Pot kanala je označena z več nizkimi povesmi s površinsko keramiko iz 2. tisočletja pr. n. št. in kasnejšimi pokopi.
Najdišče vsebuje 8 gomil:
- Gomila 1 - Abū Šahrain, 580 metrov x 540 metrov na območju od SZ do Z, 25 metrov v višino, tempelj Enki, sveto območje Ur III Zigurat (É-u₆-nir), najdene zgodnjedinastične planokonveksne opeke, pokopališče iz Ubaidskega obdobja
- Gomila 2 - površine 350 x 350 metrov, višina 4,3 metra, 1 kilometer S od Abū Šahraina, zgodnjedinastična palača, ostanki mestnega obzidja, zgrajenega s ploščato-konveksnimi opekami
- Gomila 3 - površine 300 × 150 metrov, visoka 2,5 metra, 2,2 kilometra JZ od Abū Šahraina, najdena keramika Isin-Larsa
- Gomila 4 - 600 × 300 metrov na območju, 2,5 kilometra JZ od Abū Šahraina, najdena kasitska keramika
- Gomila 5 - velika 500 × 300 metrov, visoka 3 metre, 1,5 kilometra JV od Abu Šahrajna, novobabilonsko in ahemenidsko obdobje
- Gomila 6 - velika 300 × 200 metrov, visoka 2 metra, 2,5 kilometra JZ od Abū Šahraina
- Gomila 7 - površine 400 × 200 metrov, visoka 1,5 metra, 3 kilometre V od Abū Šahrai
- Gomila 8 - Usalla, ravninsko območje, 8 kilometrov SZ od Abū Šahrain, Hajj Mohammed in kasneje Ubaid

Najdišče je leta 1855 sprva izkopal John George Taylor, britanski podtožilec v Basri. Med najdbami so bile popisane opeke, ki so omogočale identifikacijo najdišča kot Eridu. Naslednja izkopavanja na glavnem koritu sta izvedla R. Campbell Thompson leta 1918 in H. R. Hall leta 1919, ki sta opravila tudi raziskavo na območju okoli korita. Hallova zanimiva najdba je bil kos izdelanega modrega stekla, ki ga je datiral v ok. 2000 pr. n. št. Modro barvo so dosegli s kobaltom, veliko preden se je ta tehnika pojavila v Egiptu.
Izkopavanja so se nadaljevala od leta 1946 do 1949 pod vodstvom Fuada Safarja in Setona Lloyda iz iraškega generalnega direktorata za starine in dediščino. Med najdbami je bil model čolna iz terakote iz Ubaidskega obdobja, skupaj z vtičnico na sredini ladje za jambor in luknjo za opornike in krmilo ter figurica 'kuščarja', kot so bile najdene pri sondiranju pod kraljevim pokopališčem v Uru. Sondiranje na pokopališču je pokazalo, da ima približno 1000 grobov, vsi s konca Ubaidskega obdobja (stopnji templja VI in VII). Našli so zaporedje 17 templjev iz Ubaidskega obdobja in pokopališče s 1000 grobovi zabojev iz blatne opeke, usmerjenih proti jugovzhodu. Tempelj se je začel kot 2 krat 3 metre velik kvadrat iz blatne opeke z nišo. Na stopnji XI je bila ponovno zgrajena in sčasoma dosegla svojo končno tripartitno obliko na stopnji VI. V času Ura III je bila kot osnova za zigurat zgrajena 300 kvadratnih metrov velika ploščad. Te arheološke raziskave so pokazale, da je po besedah A. Lea Oppenheima »sčasoma celoten jug padel v stagnacijo in prepustil politično pobudo vladarjem severnih mest«, verjetno zaradi povečane slanosti, ki jo povzroča stalno namakanje, in mesto je bilo zapuščeno leta 600 pr. n. št.. Leta 1990 je lokacijo obiskal A. M. T. Moore, ki je našel dve območji površinskih lončarskih peči, ki ju prejšnji arheologi niso opazili.
Oktobra 2014 je Franco D'Agostino obiskal lokacijo v pripravah na prihodnje nadaljevanje izkopavanj in na površini opazil številne vpisane fragmente opeke Amar-Sin. Leta 2019 so se izkopavanja v Eriduju nadaljevala s skupnim prizadevanjem Italije, Francije in Iraka, ki je vključevalo rimsko univerzo La Sapienza in univerzo v Strasbourgu.

### Polemika o tablicah
Marca 2006 sta Giovanni Pettinato in S. Chiod z rimske univerze La Sapienza trdila, da sta odkrila 500 zgodnjedinastičnih zgodovinskih in literarnih klinopisnih tablic na površju Eriduja, ki ga je 'zmotila eksplozija'. Plošče naj bi bile iz let 2600 do 2100 pred našim štetjem (vladarji Eanatum do Amar-Sin) in so bile del knjižnice. Iraški državni odbor za starine in dediščino je na lokacijo poslal ekipo, ki ni našla nobenih tablic, le žigosane opeke iz Eriduja in okoliških krajev, kot je Ur. Prav tako nikomur ni bilo izdano dovoljenje za izkopavanje na lokaciji. Na tej točki je Pettinato izjavil, da so dejansko našli 70 popisanih opek. Izkazalo se je, da gre za žigosane opeke, ki so bile uporabljene za gradnjo sodobne hiše za arheologe Eridu. Hiša je bila zgrajena z opeko iz porušene ekspedicije Leonarda Woolleyja v Uru (to je jasno navedeno v poročilu o izkopavanjih v Iraku iz leta 1981, da bi se izognili zmedi za bodoče arheologe.

## Arhitektura
Urbano jedro Eriduja je bil Enkijev tempelj, imenovan Hiša vodonosnika (klinopis: 𒂍𒍪𒀊, E₂.ZU.AB; sumersko: e₂-abzu; akadsko: bītu apsû), ki se je v poznejši zgodovini imenoval Hiša vode (klinopis: 𒂍𒇉, E₂.LAGAB×HAL; sumersko: e₂-engur; akadsko: bītu engurru). Ime se nanaša na Enkijevo kraljestvo. Njegova soproga Ninhursag je imela bližnji tempelj v Ubaidu.
V obdobju Ur III je Ur-Nammu dal zgraditi zigurat na ostankih prejšnjih templjev.
Poleg Enmerkarja iz Uruka (kot je omenjeno v epu Aratta) je v napisih, najdenih tukaj, rečeno, da je več poznejših zgodovinskih sumerskih kraljev delalo na templju e-abzu ali ga obnovilo, vključno z Elilijem iz Ura; Ur-Nammu, Šulgi in Amar-Sin iz Ur-III in Nur-Adad iz Larse.